# Adalbert zu Dohna
Wilhelm Ludwig Adalbert comte zu Dohna (né le 15 juillet 1816 à Mallmitz, arrondissement de Sprottau et mort le 20 janvier 1889 à Breslau) est un général de division prussien et commandant de la 26e brigade d'infanterie (de).

## Biographie

### Origine
Adalbert est le fils du comte Fabian zu Dohna (1777–1839) et de son épouse Amalie, née comtesse von Reichenbach-Goschütz (1784–1849). Son frère Emil (1805–1877) devient lieutenant général, son frère Theobald (de) (1811–1875) major général. Alfred (de) (1809–1859), un autre frère, est un homme politique et député de la Chambre des seigneurs de Prusse.

### Carrière militaire
Dohna étudie à la Maison des cadets de Berlin et est ensuite nommé sous-officier le 15 août 1833 au 2e détachement de fusiliers de l'armée prussienne. Il est promu sous-lieutenant au début de juin 1837 et premier lieutenant à la fin de novembre 1848 au 6e bataillon de chasseurs à pied (de), formé à partir de son unité précédente. Après sa promotion au grade de capitaine, Dohna devient commandant de compagnie à la mi-juillet 1853 et, à ce titre, est nommé le 27 mars 1858 avec un brevet daté du 22 juin 1852 au 1er bataillon de chasseurs à pied à Braunsberg. Il occupe ensuite un poste de major du 1er juillet 1860 au 9 février 1863 dans l'état-major du 11e régiment de grenadiers à Breslau. Dohna est alors nommé commandant du 6e bataillon de chasseurs à pied et promu lieutenant-colonel à la mi-juin 1865. Lors de la guerre contre l'Autriche, il dirige son unité lors de la bataille de Königgrätz en 1866. Fin septembre 1866, il reçoit l'ordre de la Couronne 3e casse avec épées.
Le 30 octobre 1866, il est promu colonel et transféré au commandement du 24e régiment d'infanterie à Neuruppin. Après le début de la guerre contre la France, Dohna est blessé à la bataille de Vionville. Il participe aux batailles de Gravelotte et du Mans, au siège de Metz et aux escarmouches d'Azay, d'Espereuse, de Braye et de Changé. Titulaire des deux classes de la croix de fer et de la croix du Mérite militaire du Mecklembourg, il est nommé commandant de la 26e brigade d'infanterie (de)après la conclusion de la paix le 3 juin 1871, à un poste à la suite de son régiment. Promu major-général le 18 août 1871, il est placé en réserve avec pension le 17 septembre 1872 et sa retraite avec sa pension précédente lui est accordée le 15 mai 1877. Il décède le 20 janvier 1889 à Breslau.

### Famille
Dohna se marie avec Anna von Knobelsdorff (1842–1907) le 15 juillet 1875 à Breslau. Elle est issue de la branche de Schloin-Buchelsdorf et est la veuve de Karl von Rother (mort en 1869), seigneur d'Arnoldsdorf. Le mariage donne naissance à une fille, Amalie (1876–1964).